# Meath Cemetery
Meath Cemetery is een Britse militaire begraafplaats met gesneuvelden uit de Eerste Wereldoorlog, gelegen in de Franse gemeente Villers-Guislain (Noorderdepartement). 
De begraafplaats werd ontworpen door William Cowlishaw en ligt in het veld aan een onverharde landweg op ruim 2 km ten zuiden van het dorpscentrum (Église Saint-Géry). 
Ze heeft een rechthoekig grondplan met een oppervlakte van ruim 408 m² en wordt omsloten door een lage natuurstenen muur, afgedekt met rechtop geplaatste breukstenen. Centraal tegen de westelijke muur staat het Cross of Sacrifice. 
De toegang bestaat uit een tweedelig metalen traliehek in een naar binnen gebogen gedeelte van de noordelijke muur. De begraafplaats wordt onderhouden door de Commonwealth War Graves Commission.
Er worden 125 doden herdacht waaronder 21 niet geïdentificeerde.

## Geschiedenis
Villers-Guislain werd vanaf april 1917 door Britse troepen bezet. Op 30 november 1917 kwam het dorp na hevige Duitse aanvallen (tijdens de Slag bij Cambrai) in vijandelijke handen. Ondanks felle tegenaanvallen van de Guards Division en tanks de volgende dag, bleef het door de Duitsers behouden. Het dorp werd uiteindelijk op 30 september 1918 na zware gevechten door de Duitsers verlaten. 
De begraafplaats werd in oktober 1918 aangelegd door de 33rd Division Burial Officer (deze officier was verantwoordelijk voor het registreren en begraven van de gesneuvelden).
Alle slachtoffers waren Britten die sneuvelden tussen 18 en 22 september 1918. Eenentwintig van hen konden niet meer geïdentificeerd worden. Drie manschappen van de Cameronians (Scottish Rifles) worden met Special Memorials  herdacht omdat hun graven niet meer gelokaliseerd konden worden en men neemt aan dat ze onder naamloze grafzerken liggen.

### Onderscheiden militairen
- H.E. Randall, sergeant bij de The Queen’s (Royal West Surrey Regiment) werd onderscheiden met de Distinguished Conduct Medal (DCM).
- korporaal Herbert Littlefair en soldaat R. Mathie (beide van de Cameronians (Scottish Rifles)) en soldaat Arthur William Langley (The Queen’s (Royal West Surrey Regiment)) werden onderscheiden met de Military Medal (MM).